# Tvrdići
Tvrdići (en serbe cyrillique : Тврдићи) est un village de Serbie situé dans la municipalité de Požega (Serbie), district de Zlatibor. Au recensement de 2011, il comptait 257 habitants.

## Démographie
| 1948 | 1953 | 1961 | 1971 | 1981 | 1991 | 2002 | 2011 |
| ---- | ---- | ---- | ---- | ---- | ---- | ---- | ---- |
| 422  | 428  | 412  | 349  | 318  | 305  | 275  | 257  |

|  |